# Apeadeiro de Carreira
O apeadeiro de Carreira, igualmente conhecido como de São Miguel da Carreira, é uma interface da Linha do Minho, que serve a localidade de Carreira, no concelho de Barcelos, em Portugal.

## Descrição

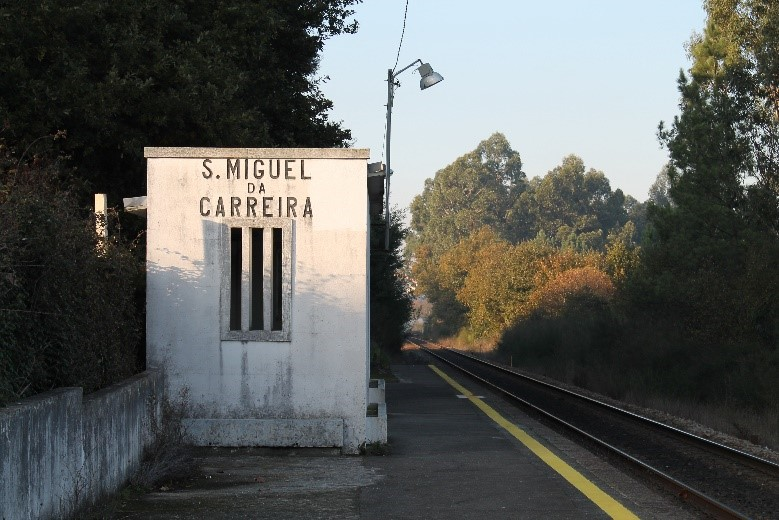
Abrigo do apeadeiro de Carreira.

### Infraestrutura
A plataforma situa-se do lado poente da via (lado esquerdo do sentido ascendente, para Monção).

### Serviços
Em dados de 2022, esta interface é servida por comboios de passageiros da C.P. de tipo regional ligando com oito circulações diárias em cada sentido ligando Porto-Campanhã e Nine a Valença e Viana do Castelo.

## História
Esta interface situa-se no lanço da Linha do Minho entre Midões e Nine, que entrou ao serviço em 21 de Outubro de 1877.